# Papa Ștefan al VI-lea
Papa Ștefan al VI-lea (n.  ?, Roma, Italia – d. august 897 d.Hr., Roma, Statele Papale) a fost  Papă al Romei în perioada mai 896 - august 897.
El a fost numit cardinal de Anagni de către Papa Formosus. Circumstanțele alegerii sale sunt neclare, dar a fost susținut de una dintre cele mai puternice familii romane, casa Spoleto, care contesta papalitatea la vremea respectivă.
Papa Ștefan al VI-lea este amintit în istorie în special datorită comportamentului său față de rămășițele lui Papa Formosus, penultimul sau predecesor. Corpul putred al lui Formosus a fost exhumat și judecat în așa-numitul Sinod/Consiliu al Cadavrului din ianuarie 897. Presiunea familiei Spoleto și furia lui Ștefan împotriva predecesorul său au dus la acest eveniment extraordinar. Cadavrul lui Papa Formosus a fost proptit pe un tron și un diacon a fost numit ca să răspundă pentru pontiful decedat. În timpul procesului, cadavrul lui Formosus a fost condamnat pentru că a exercitat funcțiile unui cardinal după ce fusese deposedat de această funcție și pentru că a primit pontificatul în timp ce era cardinal de Porto, printre alte acuzații care fuseseră îndreptate împotriva lui în timpul pontificatului lui Ioan al VIII-lea. Cadavrul a fost găsit vinovat, dezbrăcat de veșmintele sacre, i s-au tăiat cele trei degete ale mâinii drepte cu care creștinii binecuvântează, îmbrăcat în haine laice și îngropat rapid. Apoi a fost dezgropat încă odată ca urmare a unui nou val de ură și aruncat în Tibru. Toate numirile în funcții făcute de Papa Formosus au fost anulate. 
Procesul a declanșat un scandal public. Deși instigatorii procesului au fost probabil dușmanii lui Formosus din familia Spoleto, care își recăpătaseră puterea in Roma la începutul anului 897, scandalul s-a încheiat prin întemnițarea lui Ștefan și moartea sa prin spânzurare în vara lui august 897.